# 韦斯特曼纳埃亚尔体育俱乐部
韦斯特曼纳埃亚尔体育俱乐部，为冰岛韦斯特曼纳埃亚尔的一个体育俱乐部。其足球部现在参加冰岛足球超级联赛。